# Politietoren
De Politietoren is een gebouw in Antwerpen gevestigd in de Oudaan en ontworpen door Renaat Braem. Verschillende administratieve diensten van de politie waren in het gebouw gevestigd.
Burgemeester Lode Craeybeckx zocht een concept voor een groot administratief centrum voor de stad Antwerpen. Renaat Braem, Jul De Roover en Maxime Wynants begonnen in 1950 aan de uitwerking van de eerste plannen. Naast de hoge - voltooide - toren was in de masterplannen ook sprake van lagere kantoorgebouwen. Deze zijn evenwel nooit gerealiseerd. De plek waar de andere delen van het gebouw moesten verrijzen bleef lang braak liggen, maar werd later opgevuld met het winkelcentrum 'De Bijenkorf'.
De bouw van de toren begon in 1958. Het administratief centrum werd in 1965 bekroond met de SBUAM-architectuurprijs (Société Belge des Urbanistes et Architectes Modernistes). In 2002 werd het gebouw beschermd als monument.
De politietoren de Oudaan is in 2016 voor 25,5 miljoen euro verkocht aan de Antwerpse projectontwikkelaar Winvest. Dat is bijna 15 miljoen euro meer dan de vraagprijs. Wat er met het gebouw staat te gebeuren, is nog onduidelijk maar waarschijnlijk komen er woningen in. Er waren in totaal 5 biedingen voor het gebouw.